# Baire-maat
In de wiskunde is een baire-maat een maat op de σ-algebra van baire-verzamelingen van een topologische ruimte die op iedere compacte baire-verzameling eindig is. In compacte metrische ruimten zijn de borel-verzamelingen en de baire-verzamelingen dezelfde, zodat baire-maten dezelfde zijn als borelmaten die eindig zijn op compacte verzamelingen. Baire-maten worden gebruikt omdat zij een direct verband hebben met de eigenschappen van continue functies.

## Variaties
Er zijn verschillende definities van baire-verzamelingen die niet equivalent zijn. Daarom zijn er ook verschillende baire-maten op een topologische ruimte, die echter samenvallen op lokaal compacte σ-compacte hausdorff-ruimten.

## Relatie met borelmaten
In de praktijk kunnen baire-maten worden vervangen door reguliere borelmaten. De relatie tussen beide is:
- De beperking van een eindige borelmaat tot de baire-verzamelingen is een baire-maat.
- Elke eindige baire-maat op een compacte ruimte is regulier.
- Een eindige baire-maat op een compacte ruimte is de beperking van een unieke reguliere borelmaat.
- Op compacte (of σ-compacte) metrische ruimten zijn borel-verzamelingen hetzelfde als baire-verzamelingen en dus borelmaten hetzelfde als baire-maten.

## Voorbeeld
- De telmaat op het eenheidsinterval is een maat op de baire-verzamelingen die niet regulier (of σ-eindig) is.